# Ortospana connectens
Ortospana connectens är en fjärilsart som beskrevs av Walker 1865. Ortospana connectens ingår i släktet Ortospana och familjen nattflyn. Inga underarter finns listade i Catalogue of Life.